# Lewis Mumford

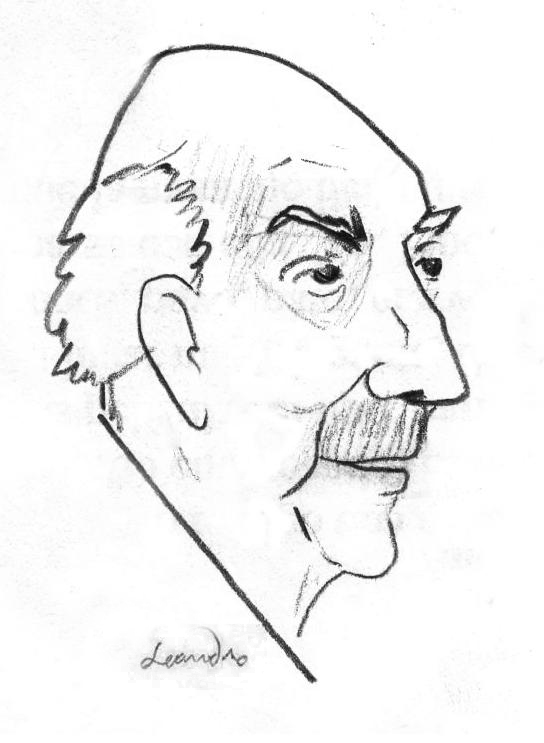
Lewis Mumford, gezeichnet von Leandro Gonzalez de Leon

Lewis Mumford (* 19. Oktober 1895 in Flushing, Queens, New York City; † 26. Januar 1990 in Amenia, Dutchess County, New York) war ein US-amerikanischer Architekturkritiker und Wissenschaftler. Eine nähere Kategorisierung als Historiker, Philosoph, Soziologe oder gar Schriftsteller wird dem interdisziplinären Charakter von Mumfords vielfältigem Schaffen kaum gerecht. Im deutschen Sprachraum ist Mumford vor allem durch seine Schriften zur Geschichte der Stadt und der Technik bekannt.

## Leben
Lewis Mumford, Sohn von Lewis und Elvina Mumford, wuchs in armen Verhältnissen auf. Er studierte an verschiedenen New Yorker Hochschulen, ohne allerdings einen Abschluss zu machen. Sein erstes Buch, eine Studie über literarische Utopien (The Story of Utopias) veröffentlichte er 1922. Mit seinem Werk über Herman Melville (1929) trug er zur Wiederentdeckung dieses Autors bei. Mit seinem Werk Sticks and Stones. A Study of American Architecture and Civilization (1924) und zahllosen Architekturkritiken, unter anderem im New Yorker, wurde Mumford zu einer einflussreichen Figur, was Architektur und Stadtplanung anbelangt. Mumfords Anliegen war  eine menschengerechte Stadt- und Regionalplanung. Er verstand wie  in seiner aufschlussreichen Studie über die amerikanische Architektur und Zivilisation 'Vom Blockhaus zum Wolkenkratzer' (in Deutschland 1925 verlegt von Bruno Cassirer) ausgeführt die Architektur nicht nur als Baukunst. Sein 1961 erschienenes Hauptwerk Die Stadt. Geschichte und Ausblick wurde 1962 mit dem National Book Award ausgezeichnet. In seinem 1967 und 1970 in zwei Bänden erschienenen Mythos der Maschine beschreibt er die Entstehung und Geschichte der westlichen Zivilisation als technokratische Kultur, die als globale Megamaschine organisiert ist.

## Ehrungen und Mitgliedschaft
1969 wurde Mumford mit der Leonardo-da-Vinci-Medaille ausgezeichnet, einem renommierten Preis für Technikgeschichte der von Melvin Kranzberg gegründeten Society for the History of Technology (SHOT). Er war Träger der Presidential Medal of Freedom (1964), einer der höchsten zivilen Auszeichnungen der Vereinigten Staaten, und Mitglied der American Academy of Arts and Letters (1930), der American Academy of Arts and Sciences (1947) sowie der American Philosophical Society (1941).

## Werke
- The Story of Utopias (1922)
- Vom Blockhaus zum Wolkenkratzer (1925)
- Sticks and Stones (1924)
- The Golden Day (1926)
- The Brown Decades: A Study of the Arts in America, 1865–1895 (1931)
- “Renewal of Life” series
  - Technics and Civilization (1934)
  - The Culture of Cities (1938)
  - The Condition of Man (1944)
  - The Conduct of Life (1951)
- Values for Survival (1946)
- The Transformations of Man (1956)
  - de: Hoffnung oder Barbarei. Die Verwandlungen des Menschen. Eichborn-Verlag, Ffm. 1981.
- The City in History (1961) oft als sein bedeutendstes Werk bezeichnet.
  - de: Die Stadt. Geschichte und Ausblick. Kiepenheuer & Witsch, Köln 1963.
- The Myth of the Machine. (1967–1970), 2 Bände.
  - de: Mythos der Maschine. Kultur, Technik und Macht. Europaverlag, Wien 1974. fischer-alternativ, 1980–1991. Baulino-Verlag, 1984.
- The Urban Prospect (1968, essay collection)
- My Work and Days: A Personal Chronicle (1979)
- Sketches from Life: The Autobiography of Lewis Mumford (1982 New York: Dial Press)
- The Lewis Mumford Reader. Donald L. Miller, ed. (1986 New York: Pantheon Books)